# Astrid Menasanch Tobieson
Astrid Menasanch Tobieson (Guadalajara, 29 de diciembre de 1989) es una dramaturga, directora, actriz, productora  y escritora hispano-sueca.

## Biografía
Astrid Menasanch Tobieson tiene su familia tanto en Suecia como en España   y reside en ambos países. Se formó como actriz en el Estudio Corazza de Madrid.
Menasanch Tobieson debutó con su obra Pero nunca os atreveríais en el teatro Orionteatern de Estocolmo. La obra fue descrita como "un diagnóstico igualmente divertido, vicioso y talentoso de la sociedad masculina. Al mismo tiempo un poco desgarrador: joven, enojado, frágil y fuerte"  . Menasanch Tobieson dio el paso al escenario europeo con su obra Night Passage/Pasaje Nocturno, que se basó en un evento real vivido en Macedonia. La actuación se realizó en el Kulturhuset Stadsteatern de Estocolmo, el teatro Conde Duque y el Teatro del Barrio de Madrid. También fue seleccionada para el Festival Fringe de Nueva York y el Festival Fringe de Ámsterdam. . 
Ha dirigido obras en los teatros regionales de Suecia y en otras instituciones, como el teatro municipal de Estocolmo, Kulturhuset Stadsteatern y el teatro nacional, Riksteatern. Además a traducido obras del sueco al castellano para la compañía Teatro de la Reunión y su producción para "Hambre, locura y genio" en el 2015.
En el verano del 2020 inauguró en el teatro Teatern under bron en Estocolmo una obra coescrita con la actriz Pilar Bergés llamada Hiatus. 
En el 2021 Menasanch Tobieson fue seleccionada por el Instituto Nacional de las Artes Escénicas y de la Música para el Programa de Desarrollo de Dramaturgias Actuales. El tribunal ha tenido en cuenta criterios como el interés cultural del proyecto, su contribución al desarrollo e innovación de lenguajes escénicos actuales, así como la viabilidad de la puesta en escena del texto desde el punto de vista de la producción, además de los méritos profesionales y artísticos de los candidatos.

## Debate público
Menasanch Tobieson contribuye con artículos a la prensa nacional sueca. Aftonbladet, Expressen, Svenska Dagbladet y Sveriges Radio m.fl.
En 2012, escribió una petición titulada "¡Romper el silencio sobre lo que pasa en España!". La convocatoria se difundió ampliamente en toda Europa y se tradujo a cinco idiomas diferentes. Como resultado, fue ensayista recurrente en la radio sueca P1,  se consideró que agregaba "una nueva voz con un nuevo nervio" según Sydsvenskan.
En el 2015, Menasanch Tobieson tuvo una polémica con el embajador de España en Suecia, Javier Jiménez-Ugarte . El motivo fue el artículo "España empobrece el Estado de derecho" que Menasanch Tobieson junto con unos 40 expertos publicó en Svenska Dagbladet. Después de ser citada a una reunión el embajada Menasanch Tobieson dice que el embajador trató de comprar su silencio, algo que el embajador niega.

## Piezas seleccionadas
- Pero nunca os atreveríais, Orion Theatre, 2012
- 100 niños, Kulturhuset Stadsteatern, 2013
- En el país que nunca ardió ya queman los árboles, Dramalabbet, 2015
- Sueño de ppoder, Regional Theatre West, 2016
- Pasaje nocturno, Kulturhuset Stadsteatern, 2016
- Pasaje Nocturno, Teatro del Barrio, 2016[3]
- El país entremedio, Teatro Regional Oeste, 2017
- El color del amanecer en la frontera (por Mustafa Can), Kulturhuset Stadsteatern, 2017
- Los benditos, Riksteatern, 2018
- La masacre de las flores, Västmanlands Teater, 2018
- Hiatus, The Theatre Under the Bridge, 2020

## Teatro

### Dirección
| Año  | Producción                                       | Autores                                 | Teatro                                                  |
| ---- | ------------------------------------------------ | --------------------------------------- | ------------------------------------------------------- |
| 2020 | Hiato                                            | Astrid Menasanch Tobieson, Pilar Bergés | Teatern under bron                                      |
| 2018 | La masacre de las flores                         | Astrid Menasanch Tobieson               | Västmanlandsteatern                                     |
| 2018 | Los benditos                                     | Caos family                             | Riksteatern                                             |
| 2017 | El color del amanecer en la frontera             | Mustafa Can                             | Kulturhuset Stadsteatern                                |
| 2017 | El país entremedio                               | Astrid Menasanch Tobieson               | Teatro Regional Oeste                                   |
| 2016 | Nattpassage / Pasaje Nocturno                    | Astrid Menasanch Tobieson               | Vie Scen / Kulturhuset Stadsteatern y Teatro del Barrio |
| 2016 | Sueño de poder                                   | Astrid Menasanch Tobieson               | Teatro Regional Oeste                                   |
| 2015 | En en país que nunca ardió ya queman los árboles | Astrid Menasanch Tobieson               | Dramalabbet                                             |
| 2013 | 100 niños                                        | Astrid Menasanch Tobieson               | KulturhusetStadsteatern                                 |
| 2012 | Pero nunca os atreveríais                        | Astrid Menasanch Tobieson               | Teatro de Orion                                         |

### Dramaturgia
| Año  | Producción                                       | Teatro                                                  |
| ---- | ------------------------------------------------ | ------------------------------------------------------- |
| 2020 | Hiato                                            | Teatern under bron                                      |
| 2018 | La masacre de las flores                         | Västmanlandsteatern                                     |
| 2017 | El país entremedio                               | Teatro Regional Oeste                                   |
| 2016 | Nattpassage / Pasaje Nocturno                    | Vie Scen / Kulturhuset Stadsteatern y Teatro del Barrio |
| 2016 | Sueño de poder                                   | Teatro Regional Oeste                                   |
| 2015 | En en país que nunca ardió ya queman los árboles | Dramalabbet                                             |
| 2013 | 100 niños                                        | KulturhusetStadsteatern                                 |
| 2012 | Pero nunca os atreveríais                        | Teatro de Orion                                         |